# Liste bekannter Persönlichkeiten der Hochschule für Musik und Darstellende Kunst Stuttgart
Diese Liste führt bekannte Lehrkräfte und Absolventen der Hochschule für Musik und Darstellende Kunst Stuttgart auf, die 1857 gegründet wurde.

## Bekannte Hochschullehrer
- Hermann Achenbach, Chorleiter
- Karl Adler, Kammersänger, Musikwissenschaftler und Leiter 1921–1933
- Georg von Albrecht, Komponist, stellvertretender Direktor der Hochschule
- Karl Armbrust, Organist in Hamburg
- Sergio Azzolini, Fagottist
- Wolfgang Bauer, Trompeter
- Margarethe Bence, Opern- und Konzertsängerin
- Christoph Bossert, Organist, Kirchenmusiker
- Paul Buck, Pianist
- Peter Buck, Cellist
- Heinz Burum, Trompeter
- Hans Martin Corrinth, Organist (Orgelimprovisation)
- Johann Nepomuk David, Komponist
- Jörg Demus, Pianist, Komponist
- Helmut Deutsch, Organist
- Hugo Distler, Kirchenmusiker, Komponist
- Hermann Erpf, Tonsatzlehrer
- Immanuel Faißt, Pianist
- Karl Farrent, Trompeter
- Wolfgang Gaag, Hornist
- Karl Ludwig Gerok, Organist
- Sylvia Geszty, Sängerin
- Kenneth Gilbert, Cembalist
- Percy Goetschius, Kompositionslehrer
- Peter Mario Grau, Schauspieldozent
- Hans Grischkat, Chorleiter
- Martin Gümbel, Musiktheoretiker, Rektor
- Natalja Gutman, Cellistin
- Bernhard Haas, Organist
- Joseph Haas, Kompositionslehrer
- Jörg Halubek, Organist, Cembalist, Dirigent
- Julia Hamari, Sängerin
- Grace Hoffman, Sängerin
- Ludwig Hoelscher, Cellist
- Hugo Holle, Musikgeschichte, Komposition
- Wladimir Horbowski, Pianist
- Werner Jacob, Organist
- Tilman Jäger, Jazzklavier
- Antonio Janigro, Cellist
- Andrzej Jasiński, Pianist
- Joachim Kaiser, Musikgeschichte
- Erhard Karkoschka, Neue Musik, Komposition
- Milko Kelemen, Komponist
- Hermann Keller, Musikwissenschaftler
- Richard Rudolf Klein, Tonsatz
- Karl Michael Komma, Musikwissenschaftler, Musikgeschichtler, Komponist
- Bernd Konrad, Jazzmusiker, Klarinettist, Komponist und Big-Band-Leiter der Hochschule
- Dieter Kurz, Chorleiter
- Helmut Lachenmann, Komponist
- Christian Lampert, Hornist
- Heinrich Lang, Organist
- Hannes Läubin, Trompeter
- Jon Laukvik, Organist
- Susanne Lautenbacher, Violinistin
- Sigmund Lebert, Pianist
- Erwin Lehn, Jazzlehrer und Big-Band-Leiter der Hochschule
- Günter Lenz, Jazzmusiker, Kontrabassist
- Carl Leonhardt, Musikwissenschaftler, Universitätsmusikdirektor
- Herbert Liedecke, Kirchenmusiker
- Ludger Lohmann, Organist
- Volker Lutz, Organist
- Oleg Maisenberg, Pianist
- André Marchand, Pianist
- Karl Marx, Komposition
- Rebecca Maurer, Cembalo
- Johannes Mayr, Organist
- Wilhelm Melcher, Violinist
- Hans Arnold Metzger, Kirchenmusiker
- Johannes Monno, Gitarre
- Anton Nowakowski, Organist
- Patrick O’Byrne, Pianist und Prorektor
- Ricardo Odnoposoff, Violinist
- Max von Pauer, Rektor
- Thomas Pfeiffer, Sänger (Bariton)
- Kathrin Prick, Opernregisseurin, Dozentin
- Hermann Reutter, Komponist
- Friedemann Rieger, Pianist
- Andreas Rieke, Musiker, Produzent, Bandmitglied der Fantastischen Vier
- Johannes Ritzkowsky, Hornist
- Albrecht Roser, Puppenspieler (Figurentheater)
- Armin Rosin, Posaune
- Axel Ruoff, Komponist
- Enrique Santiago, Viola
- Wolfgang Schmid, Ehrenprofessor, Bassist, Komponist
- Willy Schnell, Oboe
- Mini Schulz, Kontrabass
- Franz Josef Schütky, Sänger (Bassbariton)
- Paul Schwarz, Jazzpianist
- Wolfgang Seifen, Organist
- Ernst Hermann Seyffardt, Komponist 1897–1929
- Mario Sicca, Gitarrist
- Ulrike Sonntag, Sopranistin
- Thomas Stabenow, Kontrabassist, Jazzmusiker, Komponist
- Hans-Peter Stenzl vom Klavierduo Stenzl
- Ewald Sträßer, Komponist
- Marco Stroppa, Komponist
- Hildegund Treiber, Organistin, Cembalistin
- Ingolf Turban, Violinist
- Jürgen Uhde, Pianist und Musikwissenschaftler
- Thomas Ungar, Dirigent
- Radovan Vlatković, Hornist
- Hermann Voss, Bratschist
- Sylvia Wanke, Dozentin für Figurentheater
- Herrad Wehrung, Sängerin (Sopran)
- Fritz Windgassen, Sänger (Tenor)
- Gerd Witte, Komponist, Dozent für Orgel und Kirchenmusiker
- Richard Zettler, Posaunist und Harmonielehrer

## Bekannte Absolventen
- Jo Ambros, Gitarrist
- Iveta Apkalna, Konzertorganistin
- Jürgen Banholzer, Countertenor und Organist
- Wolfgang Maria Bauer, Schauspieler
- Patrick Bebelaar, Jazzpianist, Hochschullehrer
- Hubert Beck, Kirchenmusiker, Organist
- Stephan Beck, Organist
- Tobias Becker, Jazzmusiker
- Frieder Berlin, Jazzmusiker, Musikredakteur
- Frieder Bernius, Chorleiter und Dirigent, Musikwissenschaftler
- Hans Georg Bertram, Komponist
- Robert-Alexander Bohnke, Pianist
- Helmut Bornefeld, Komponist, Kirchenmusiker
- Christoph Bossert, Organist, Kirchenmusiker
- Paul Buck, Pianist
- Franz Bummerl, Trompeter, Komponist
- Ursula Buschhorn, Schauspielerin
- Ursula Cantieni, Schauspielerin
- Lukas David, Violinist
- Melanie Diener, Sängerin
- Meta Diestel, Kammersängerin
- Ludwig Doerr, Organist und Hochschullehrer
- Florian Dohrmann, Jazzmusiker, Kontrabassist, Komponist
- Folkert Dücker, Schauspieler
- Gerhard Eckle, Pianist
- Konrad Elser, Pianist und Hochschullehrer
- Martin Maria Eschenbach, Schauspieler
- Jörg Faerber, Dirigent und Kapellmeister
- Noah Fischer, Saxophonist
- Daniel Friedl, Schauspieler
- Friedrich Fröschle, Kirchenmusiker, Organist
- Holger Gehring, Organist
- Johannes Graf, Organist und Chorleiter
- Jürgen Grözinger, Perkussionist
- Uli Gutscher, Posaunist
- Werner Haas, Pianist
- Walter Hagen-Groll, Chorleiter
- Thomas Haller, Kirchenmusiker, Organist
- Jörg Hartmann, Schauspieler
- Oliver Hasenzahl, Fagottist
- Cornelius Hauptmann, Opernsänger, Bass
- Swan Hennessy, Komponist
- Regine Hermann, Sängerin
- Horst Karl Hessel, Komponist
- Susanne Hinkelbein, Komponistin
- Susanne Hirzel, Cellistin und Lehrbuchautorin
- Karoline Höfler, Kontrabassistin und Bandleaderin
- Michael Höltzel, Hornist
- Veit Hübner, Kontrabassist
- Ernst Hutter, Jazzposaunist, Musikverleger und Dirigent
- Tilman Jäger, Jazzpianist, Hochschullehrer
- Jan Janca, Organist und Komponist
- Michael Jelden, Violinist
- Maryja Kalesnikawa, Flötistin, Musikpädagogin, Bürgerrechtlerin, politische Gefangene
- Siegfried Kallenberg, Komponist
- Attila Kalman, Kirchenmusikdirektor, Dirigent
- Hans Joachim Kauffmann, Dirigent, Komponist, Hochschullehrer
- Hans Klee, Vater von Paul Klee; Gesangslehrer, Chorleiter
- Hilda Kocher-Klein, Komponistin, Pianistin, Hochschullehrerin
- Matthias Klink, Tenor
- Konstantin Krimmel, Bariton
- Alexander Kuhn, Saxophonist
- Axel Kühn, Jazzbassist
- Samuel Kummer, Organist
- Hanns-Friedrich Kunz, Chorleiter und Kirchenmusikdirektor
- Dieter Kurz, Chorleiter
- Frank Kuruc, Jazzgitarrist, Hochschullehrer
- Rainer Kussmaul, Violinist, Hochschullehrer
- Yana Robin La Baume, Schauspielerin
- Helmut Lachenmann, Komponist
- Wolfgang Lackerschmid, Jazzmusiker, Vibraphonist
- Theophil Laitenberger, Komponist und Kirchenmusiker
- Cornelia Lanz, Sängerin
- Nathan Laube, Organist
- Alexandra Lehmler, Saxophonistin
- Ernst Leuze, Organist und Kantor
- Andreas Lichtenberger, Schauspieler und Musicaldarsteller
- Markus von Lingen, Schauspieler
- Edward Lowinsky, Musikwissenschaftler
- Volker Lutz, Chorleiter, Organist, Kirchenmusiker
- Matthias Manasi, Dirigent
- Andreas Martin, Lautenist
- Hermine May, Mezzosopran
- Antonio Meneses, Cellist
- Hans Arnold Metzger, Kirchenmusiker und Hochschullehrer
- Nadja Michael, Sängerin
- Karl Münchinger, Dirigent
- Ann-Katrin Naidu, Sängerin
- Ulrich Noethen, Schauspieler
- Georg Oberauer, Kirchenmusiker
- Timothy Peach, Schauspieler
- Mateo Peñaloza Cecconi, Sänger, Chorleiter und Dirigent
- Marlis Petersen, Sängerin
- Thomas Pfeiffer, Bariton, Professor für Gesang
- Michael Quast, Schauspieler, Kabarettist und Regisseur
- Siegbert Rampe, Cembalist, Musikwissenschaftler und Ensembleleiter
- Benjamin Reding, Regisseur, Autor und Filmproduzent
- Joerg Reiter, Pianist, Hochschullehrer
- Helmuth Rilling, Dirigent, Bachinterpret, Kirchenmusiker
- Paul Ernst Ruppel, Kirchenmusiker und Komponist
- Anneke Kim Sarnau, Schauspielerin
- Wolfgang Schäfer, Chorleiter, Hochschullehrer und Musikkabarettist
- Berthold Schick, Posaunist
- Peter Schindler, Jazzmusiker, Organist, Komponist
- Michael Schlierf, Pianist im Jazz- und Popbereich
- Stefanie Schmid, Schauspielerin
- Harald Schmidt, Schauspieler
- Gerhard Schnitter, Chorleiter, Komponist
- Rupert Seidl, Schauspieler, Intendant
- Mitsuko Shirai, Sopranistin
- Anke Sieloff, Sängerin
- Giovanni Sollima, Cellist
- Sara Sommerfeldt, Schauspielerin
- Martin Sörös, Jazzmusiker
- Mathias Spahlinger, Komponist
- Hubertus von Stackelberg, Trompeter und Hochschullehrer
- Hans Stadlmair, Dirigent und Komponist
- Veronika Stoertzenbach, Dirigentin und Hochschullehrerin
- Claus Stötter, Trompeter und Jazzmusiker
- Martin Strohhäcker, Organist und Hochschullehrer
- Mike Svoboda, Posaunist, Hochschullehrer
- Jasmin Tabatabai, Schauspielerin
- Doriana Tchakarova, Pianistin
- Christoph Theinert, Cellist
- Hildegund Treiber, Organistin
- Olivia Trummer, Jazzmusikerin
- Ulrich Tukur, Schauspieler
- Krzysztof Urbaniak, Organist und Cembalist
- Tarmo Vaask, Dirigent
- Dieter Weber, Pianist
- Sarah Wegener, Sängerin
- Gerhard Wilhelm, Dirigent, Chorleiter
- Wolfgang Windgassen, Tenor
- Judy Winter, Schauspielerin
- Tom Witkowski, Schauspieler, Regisseur, Dozent
- Jens Wollenschläger, Organist und Hochschullehrer
- Dominik Wörner, Bassbariton